# Paracomantenna gracilis
Paracomantenna gracilis är en kräftdjursart som beskrevs av Alvarez 1986. Paracomantenna gracilis ingår i släktet Paracomantenna och familjen Aetideidae. Inga underarter finns listade i Catalogue of Life.